# Andrei Bely

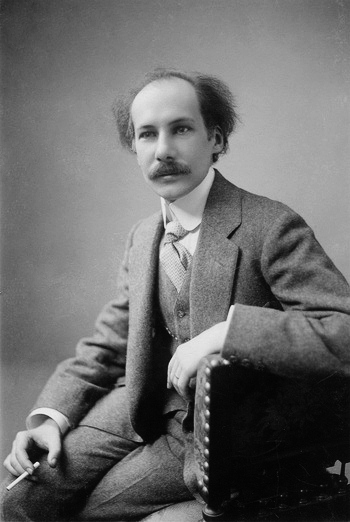
Andrei Bely, 1912

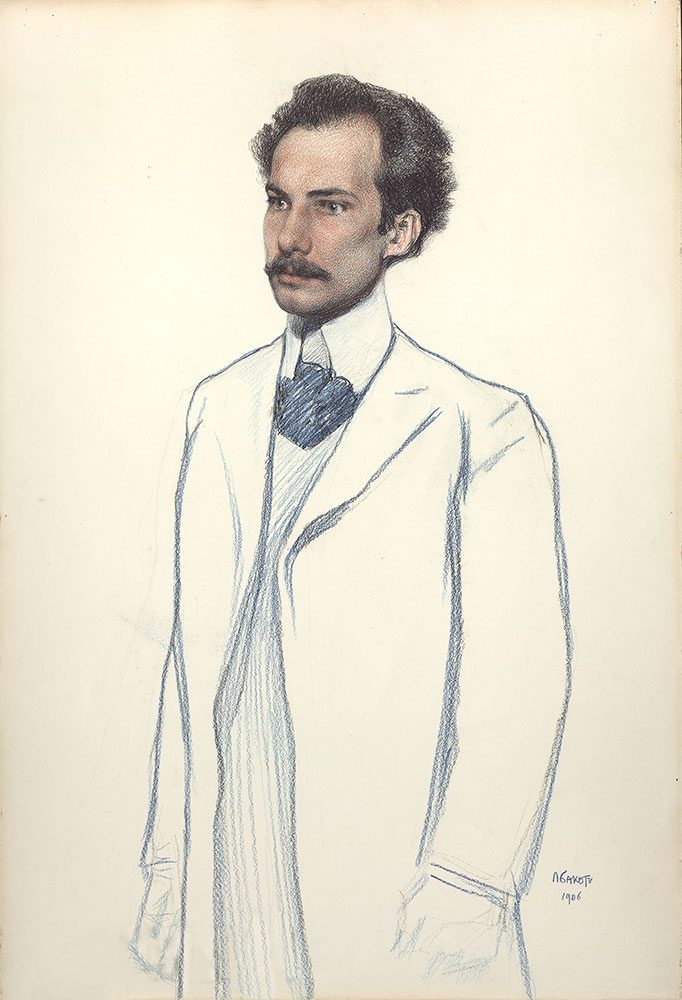
Leon Bakst: Andrei Bely, Porträt

Andrei Bely (russisch Андре́й Бе́лый, wiss. Transliteration Andrej Belyj; eigentlich Бори́с Никола́евич Буга́ев/Boris Nikolajewitsch Bugajew; * 14. Oktoberjul. / 26. Oktober 1880greg. in Moskau; † 8. Januar 1934 ebenda) war ein russischer Dichter und Theoretiker des Symbolismus. Vladimir Nabokov hielt seinen Roman Petersburg für einen der größten Romane des 20. Jahrhunderts, und auch Ilja Ehrenburg nannte Petersburg „ein außerordentliches Ereignis in der Geschichte der russischen Prosa.“

## Leben
Von 1899 bis 1903 studierte der Sohn des bedeutenden Mathematikers und zeitweiligen Moskauer Universitätsdekans Nikolai Wassiljewitsch Bugajew an der naturwissenschaftlichen Abteilung der physikalisch-mathematischen Fakultät der Moskauer Universität. Nach Abschluss nahm er ein Studium an der historisch-philologischen Fakultät auf, das er jedoch bereits nach einem Jahr abbrach, um sich völlig der Literatur zu widmen.
Beeinflusst wurde das Weltbild des jungen Bely unter anderem von Wladimir Solowjow, Arthur Schopenhauer, dem Buddhismus und Friedrich Nietzsche. Von 1903 bis zu dessen Tod 1921 verband Bely eine wechselvolle Freundschaft mit dem symbolistischen Dichter Alexander Blok. Blok notierte über Bely: „Er ist, wie er immer war: genial, merkwürdig.“ Ab 1904 arbeitete Bely an der theoretischen Begründung des Symbolismus. Im selben Jahr erschien der Gedichtband Gold in Azurblau. Er unterschied nicht strikt zwischen Lyrik und Prosa; lyrische Rhythmen und Klange sowie experimentelle Typographien finden sich auch in seiner Prosa.
In dieser Zeit beschäftigte er sich mit der Philosophie Immanuel Kants. Er kam in engeren Kontakt mit Margarita Kirillowna Morosowa, die er sehr verehrte und die im November 1905 zusammen mit Sergei Nikolajewitsch Bulgakow, Fürst Jewgeni Trubezkoi, Nikolai Alexandrowitsch Berdjajew, Pawel Alexandrowitsch Florenski und anderen die Moskauer Philosophisch-Religiöse Gesellschaft Wladimir Solowjow gründete. Ein Freund und Förderer Belys war Emili Medtner bis 1914.
1914 heiratete er die Grafikerin Assja Turgenieff, eine Großnichte des Dichters Iwan Turgenew, die er in Paris kennengelernt hatte. Von 1912 bis 1916 beschäftigte sich Bely intensiv mit der Anthroposophie Rudolf Steiners, dessen persönlicher Schüler er wurde. Ab 1914 arbeitete er zusammen mit seiner Frau an der Errichtung des ersten Goetheanums in Dornach in der Schweiz mit. 1916 kehrte er wegen einer Einberufung nach Russland zurück, Assja blieb in der Schweiz. Nach einer Aussprache 1921 in Berlin trennte sich das Paar.
Im Jahr 1921 emigrierte Bely nach Berlin und verkehrte in der Passauer Straße, zu dieser Zeit eines der Zentren exilrussischer Kultur in Berlin. In dieser Zeit wandte er sich zeitweise von der Anthroposophischen Gesellschaft ab und kritisierte etwa die „Verquickung von falscher Esoterik und von Vereinsmeierei“ in der Anthroposophischen Gesellschaft. Die Personalakte Andrei Bely (Akten des Reichskommissars für Überwachung der öffentlichen Ordnung) befindet sich im Militärarchiv zu Moskau (RGVA, Bestand 772k, Findbuch 3, Akte 131).
Seine zweite Ehefrau Klawdija Nikolajewna Wassiljewa, ebenfalls Anhängerin der Anthroposophie, konnte ihn 1923 dazu bewegen, nach Moskau zurückzukehren, wo er bis zu seinem Tod im Januar 1934 lebte. Schon 1907 hatte er sich folgende Grabinschrift ersonnen: „Er glaubte dem goldenen Glanz und starb an Sonnenpfeilen; er durchmaß im Geiste die Jahrhunderte und vermochte sein Leben nicht zu leben.“